# 吉迪齊鄉
43°53′N 23°12′E / 43.883°N 23.200°E
吉迪齊鄉（羅馬尼亞語：Comuna Ghidici, Dolj），是羅馬尼亞的鄉份，位於該國西南部，由多爾日縣負責管轄，面積44平方公里，海拔高度35米，2007年人口2,481，人口密度每平方公里57人。